# 이현주 (법조인)
이현주(李賢柱, 1959년 ~ )는 대한민국의 법조인, 공무원이다. 충청남도 천안시 출신

## 경력
- 1990년 제32회 사법시험 합격(사법연수원 22기 수료)
- 1993년 3월 대전에서 변호사 개업
- 2000년 ~ 2006년 대전광역시청 행정심판위원
- 2003년 ~ 2006년 대전참여자치시민연대 집행위원장
- 2003년 ~ 2006년 국무총리실 행정심판위원회 위원
- 2006년 8월 ~ 2007년 10월 법무부 인권국 인권정책과장
- 2008년 ~ 2014년 대전참여자치시민연대 공동의장
- 법무법인 새날로 대표변호사

## 학력
- 대전고등학교
- 서울대학교 법과대학 법학과